# Wacław Potocki
Wacław Potocki (Wola Łużańska, 1621 – Łużna, 1696. augusztus 9.) a legtermékenyebb lengyel költő.

## Élete és munkássága
1621-ben született mint ariánus, később a katolicizmusra tért át. Krakkói pohárnoknak neveztetvén ki, Lujelna birtokán Biecz mellett élt, ahol 1696-ban meg is halt. Költői hagyatéka a versek százezreit tartalmazza. A költészet minden nemében tett kísérletet, de legmagasabban állanak epikai költeményei (Barclay Argenis-e versekbe átdolgozva, Varsó, 1697; Syloret, 1764 és mások), továbbá vallási költeményei (az evangeliumok költői feldolgozása, ezekből a passzió története, 1698), végül lírikus költeményei (Gyászdalai gyermekeinek halála felett s mások). Legterjedelmesebb költeményeinek egyike egy allegorikus címerkönyv versekben: Poczet herbów (Krakkó, 1696). Legtöbb műve a 19. század végén még kiadatlan volt és Szentpétervárott őrizték. Írt moralizáló költeményeket (Rotterdami Erasmus Adagio-jának költői feldolgozása), humoros szatirikus alkalmi és tréfás verseket, politikai szatirákat, egy pünkösdi drámát stb. Hagyatékából kiadták fő művét Lembergben, 1850. (Varsó, 1883), eleinte idegen név alatt, melynek a címe: Woina Chocimska és amely tíz énekben a törökök ismert betörésének a lengyelek által történt visszaverését (1621) adja elő.